# Журавлёв, Михаил Фёдорович
Михаил Фёдорович Журавлёв (1920 — 1979) — советский военный деятель и педагог, организатор работ по ракетно-космической технике, участник создания и запуска первого в мире искусственного спутника Земли (1957), участник советской лунной программы, инженер-полковник (1957), кандидат технических наук (1959). Заместитель начальника НИИП-5 МО СССР по опытно-конструкторским работам. Лауреат Ленинской премии (1961).

## Биография
Родился 26 ноября 1920 года в посёлке Камышный, Кустанайского уезда, Оренбургско-Тургайской губернии.

### Участие в Великой Отечественной войне
С 1940 года призван в ряды РККА и направлен в Белоцерковскую окружную школу
младших авиационных специалистов, после начала Великой Отечественной войны продолжил обучение в 27-й школе младших
авиационных специалистов и в Харьковском артиллерийском училище. С 1942 года после окончания училища направлен на фронт, воевал в составе 712-го стрелкового полка 132-й стрелковой дивизии 13-й армии в должности помощника командира и командиром батареи. С 1943 года воевал в составе 889-го артиллерийского
полка 328-й стрелковой дивизии 1-й гвардейской и 47-й армии в должностях командира батареи и офицера разведки. С 1945 года служил в составе 328-й стрелковой дивизии в должности помощника начальника штаба артиллерии по разведке. Воевал на Брянском, 1-м Украинском и 1-м Белорусском фронтах, в боях дважды был ранен. За участие в войне и проявленные при этом мужество и героизм дважды в 1944 и в 1945 годах был награждён орденом Отечественной войны 1-й степени. 4 мая 1945 года Указом Президиума Верховного Совета СССР был награждён орденом Орден Красного Знамени:

Т. Журавлёв в Боях за город Берлин показал образцы мужества и отваги. При штурме города Потсдам т. Журавлёв лично руководил артиллерией штурмовой группы 1105-го стрелкового полка, находясь в боевых порядках пехоты двигая вместе артиллерию, своим примером поднимая артиллеристов на подвиги, чем обеспечил взятие города Потсдама с малыми потерями для пехоты и артиллерии. Т. Журавлёвым вместе с 1-м батальоном 1105-го стрелкового полка и 1-м дивизионом 889-го артиллерийского полка в ходе боёв за Берлин было уничтожено 800 солдат и офицеров противника, 4 самоходных орудия, 2 танка и было взято в плен 2000 солдат и офицеров противника

### Послевоенная служба
С 1945 по 1950 год служил в ГСВГ: с 1945 по 1946 год в составе 175-й стрелковой дивизии 47-й армии в должности — заместителя начальника штаба 395-й дивизионной артиллерийской бригады, с 1946 по 1947 год в составе 150-й стрелковой дивизии в должности — заместителя начальника штаба 413-й дивизионной артиллерийской бригады, с 1947 по 1950 год служил в должностях — начальника штаба артиллерийского дивизиона 41-го мотострелкового полка, командира батареи 136-го пушечного артиллерийского полка и командира отдельной батареи корпусной артиллерии 9-го стрелкового корпуса 3-й армии. С 1950 по 1952 год служил в Московском военном округе в должности командира взвода батареи офицерского состава 720-го гаубичного артиллерийского полка большой мощности.
С 1952 по 1956 год обучался на факультете реактивного вооружения Военной артиллерийской инженерной академии имени Ф. Э. Дзержинского.

### ВНИИП-5 МО СССРи участие в Космической программе
С 1956 по 1964 год на научно-исследовательской работе в 5-м Научно-исследовательском испытательном полигоне Министерства обороны СССР (космодром Байконур) в должностях: с 1956 по 1957 год — заместитель начальника 12-го отдела Службы научных и опытно-испытательных работ. В 1956 году М. Ф. Журавлёв в составе группы специалистов по системам управления ракет работал в НИИ-885 и в ОКБ-1 под руководством Н. А. Пилюгина и С. П. Королёва участвовал в разработке конструкторской документации по приборам систем управления комплексных стендов. С 1957 по 1959 год — начальник 12-го отдела, с 1959 по 1961 год — заместитель начальника НИИП-5 МО СССР по научно-исследовательским работам и службе измерений и с 1961 по 1964 год — по научным опытно-испытательным работам. 23 декабря 1957 года Приказом МО СССР М. Ф. Журавлёву было присвоено воинское звание инженер-полковник. 4 июля 1959 года ВАК СССР «За заслуги в деле испытаний ракетно-космической техники» М. Ф. Журавлёву без защиты диссертации была присуждена учёная степень кандидат технических наук.
М. Ф. Журавлёв внёс весомый вклад в проведении испытаний и пусков первого в мире искусственного спутника Земли — Спутник-1 и последующих искусственных спутников Земли, автоматических межпланетных станций для изучения Луны, Венеры, Марса и космического пространства, он участвовал в проведении испытаний и пусков первого пилотируемого космического корабля «Восток-1» с Ю. А. Гагариным на борту и последующих космических кораблей серии «Восток», был участником создания  стартовых полигонных ракетных измерительных комплексов. М. Ф. Журавлёв был знаком со всеми космонавтами из Первого отряда космонавтов СССР, тёплые отношения у него сложились и с Юрием Алексеевичем Гагариным.
21 декабря 1957 года «закрытым» Указом Президиума Верховного Совета СССР «За создание и запуск первого в мире искусственного спутника Земли» М. Ф.  Журавлёв был награждён орденом Красной Звезды.
22 апреля 1961 года Постановлением ЦК КПСС и СМ СССР «За работу в области специального приборостроения (за разработку автоматического измерительного комплекса для оперативного определения выхода космических ракет и космических кораблей спутников Земли на заданную орбиту и точное прогнозирование их полёта; вычисление по данным измерений координат падения, параметров облёта Луны и возвращения к Земле; обеспечение высокой точности приземления корабля-спутника; техническую подготовку измерительных средств полигона к запуску ракет на Луну и вокруг Луны и космических кораблей-спутников Земли)» М. Ф. Журавлёв был удостоен Ленинской премии.
29 декабря 1961 года «закрытым» Постановлением Президиума АН СССР № 1143 была присуждена Медаль в честь запуска в СССР первого в мире искусственного спутника Земли.

### Педагогическая деятельность
С 1964 по 1966 год на педагогической работе в Военной артиллерийской инженерной академии имени Ф. Э. Дзержинского в должности старшего научного сотрудника и руководителя Научно-исследовательской лаборатории №14.

### После увольнения из Советской армии
С 1966 по 1979 год работал во Всесоюзном обществе Знание в должности лектора, читал курс лекций по вопросам освоения космоса.

### Смерть
Скончался 16 мая 1979 года в Костанае, похоронен на Центральной аллее Городского кладбища.

## Награды
- Орден Красного Знамени (30.05.1945)
- два Ордена Отечественной войны I степени (28.08.1944, 03.02.1945)
- три Ордена Красной Звезды (07.09.1943, 30.12.1956, 21.12.1957)
- две Медали «За боевые заслуги» (07.10.1942, 17.05.1951)
- Медаль «За победу над Германией в Великой Отечественной войне 1941—1945 гг.» (09.05.1945)
- Медаль «За освобождение Варшавы» (09.05.1945)
- Медаль «За взятие Берлина» (09.05.1945)
- Медаль «Победы и Свободы»

### Премии
- Ленинская премия (22.04.1961)[1][2][3]

### Память
- Именем М. Ф. Журавлёва была названа улица в посёлке Камысты и Костанайское Научное общество учащихся
- 22 октября 2020 года в посёлке Камысты была открыта стела посвящённая М. Ф. Журавлёву[2]